# Ludwig Viktor von Savoyen-Carignan

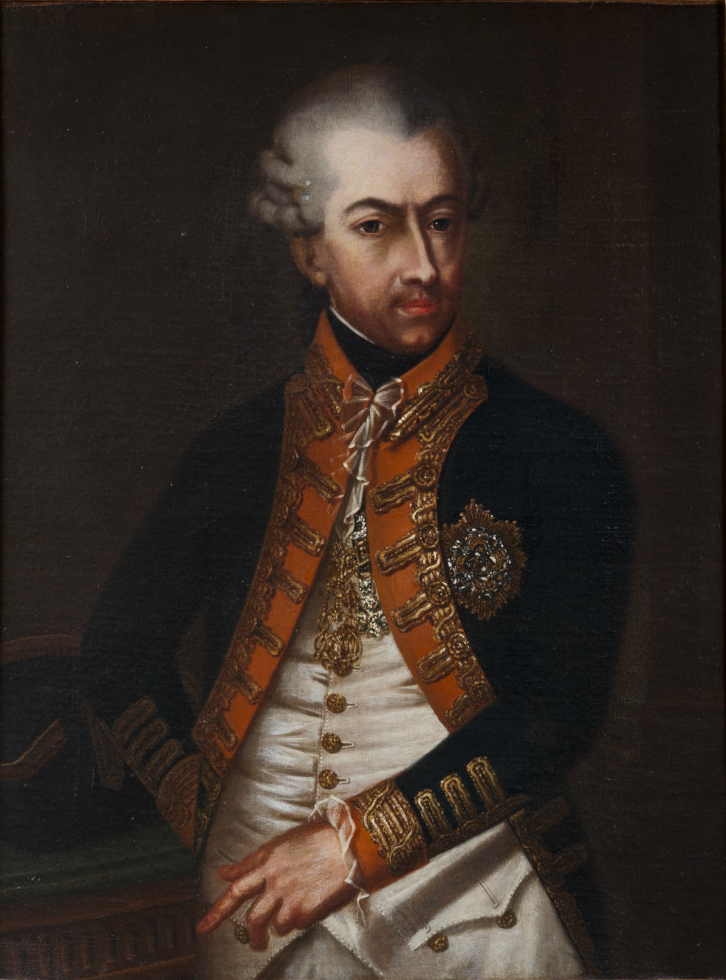
Ludwig Viktor von Savoyen-Carignan (1721–1778)

Ludwig Viktor von Savoyen-Carignan (* 25. September 1721 in Paris; † 16. Dezember 1778 in Turin) war Fürst von Carignan.

## Leben
Ludwig Viktor von Savoyen-Carignan wurde als Sohn des Viktor Amadeus I. von Savoyen-Carignan (1690–1741) und dessen Gemahlin Maria Vittoria von Savoyen (1690–1767, Tochter des Viktor Amadeus II.) geboren. Sein älterer Bruder Joseph Viktor starb als Säugling, so dass Ludwig Viktor Erbe des Hauses Savoyen-Carignan wurde. Er wuchs in Paris auf, wo sein Vater ein eingefleischter Spieler war und ein so luxuriöses Leben führte, dass Ludwig Viktor gezwungen war, wesentliche Teile des Familienbesitzes zu verkaufen.
Am 4. Mai 1740 heiratete er Christine von Hessen-Rotenburg (1717–1778), Tochter des Landgrafen Ernst II. Leopold von Hessen-Rotenburg und der Eleonore Maria Anna von Löwenstein-Wertheim.
Aus der Ehe sind neun Kinder hervorgegangen:
- Charlotte (1742–1794, Nonne)
- Viktor Amadeus II. (1743–1780), Nachfolger als Fürst
- Leopoldina (1744–1807) ⚭ Andrea IV. Doria-Pamphili-Landi
- Polyxena (1746–1762)

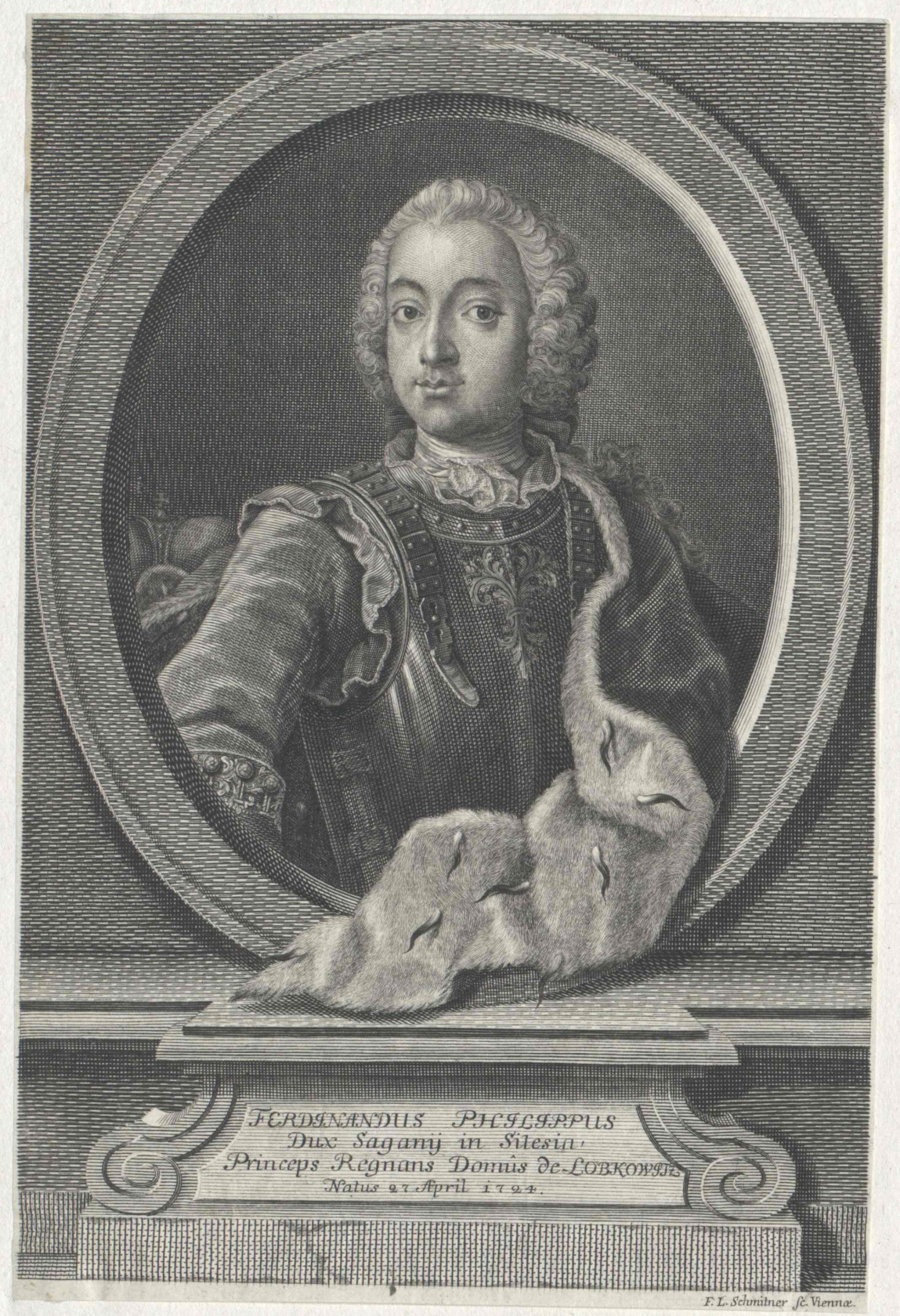
Ferdinand Philipp Fürst von Lobkowicz (1724–1784)

- Gabrielle (1748–1818) ⚭ Fürst Ferdinand Philipp von Lobkowicz (1724–1784), Herzog zu Sagan
- Marie-Louise (1749–1792), Mitglied der französischen Königsfamilie und engste Vertraute von Marie-Antoinette, der sie freiwillig in die Gefangenschaft folgte
- Tommaso (1751–1753)
- Eugenio (1753–1785)

Ludwig Viktor starb am 16. Dezember 1778 im Palazzo Carignano in Turin. Sein Grab befindet sich in der Basilika Superga in Turin, wo auch seine Frau bestattet wurde.